# Polvillo (empresa)
Polvillo es una empresa panadera con sede en Sevilla, España. La primera panadería de Polvillo fue abierta en el Barrio León de Triana, en 1941, a cargo de Don Fernando Polvillo García. No fue hasta 1987 que se creó el grupo empresarial Polvillo S.L. y actualmente, la tercera generación de la Familia Polvillo dirige la empresa, la cual es líder en el sector panadero de Andalucía. Entre su gama de panes se encuentran los tradicionales andaluces, como el bollo sevillano o la telera cordobesa, el mollete, la viena, el pan francés, la piña y otros panes candeales. También venden otra clase de comestibles, como patatas fritas o refrescos. 
En 2019, Polvillo vendió una media de 60 toneladas diarias de pan a través de una red de 37 establecimientos propios y alrededor de doscientos comercios asociados, cafeterías, bares, etc. en toda España excepto Canarias. El grupo empresarial está formado por Fapanys, la panificadora; Polvillo e Hijos, sociedad patrimonial encargada también de la compra al por mayor de materia prima; y las comercializadoras Copacial, Comercial de Panadería y Pasando el Río.

## Historia
La familia Polvillo está ligada al pan desde hace más de 80 años. Don Fernando Polvillo García (1919-1989), empezó de niño como panadero en una panadería de su pueblo, Salteras. Con veintidós años se trasladó al Barrio León de Triana, en Sevilla para abrir su primera panadería, establecida junto con un socio en 1941. «Había sido panadero desde chiquitito trabajando por cuenta ajena. Quienes lo recuerdan dicen que lo bordaba. Cuando intentó montar su propio negocio llegó la Guerra y se tuvo que ir al frente. A la vuelta se asoció con otro trabajador y puso su primera panadería en el Barrio León de Sevilla». Así lo cuenta su hijo, Fernando Polvillo Palomo (n. 1941), actual director de la empresa, con la tercera generación en áreas de gestión.
La panadería tuvo tanto éxito que en 1942 pudo abrir la suya propia en el Cerro del Águila, Sevilla. Se denominaba Panificadora Moderna Fernando Polvillo García, y se situaba en la calle Maestro Falla. En 1957, abrió la segunda panadería en la cercana calle Hernán Ruiz. En 1975 se trasladó la fábrica en el polígono Carretera Amarilla (Santa Clara) y a partir de los 90 ampliaron su distribución a otras áreas de la Península. Al inicio del nuevo siglo, España ha vivido la aparición masiva de franquicias de pan low cost de origen extranjero, y al mismo tiempo, la desaparición de las panaderías tradicionales. Polvillo sin embargo ha podido afianzar su negocio y en 2014 se posicionó como la vigésimo primera panificadora en España.

## Panes

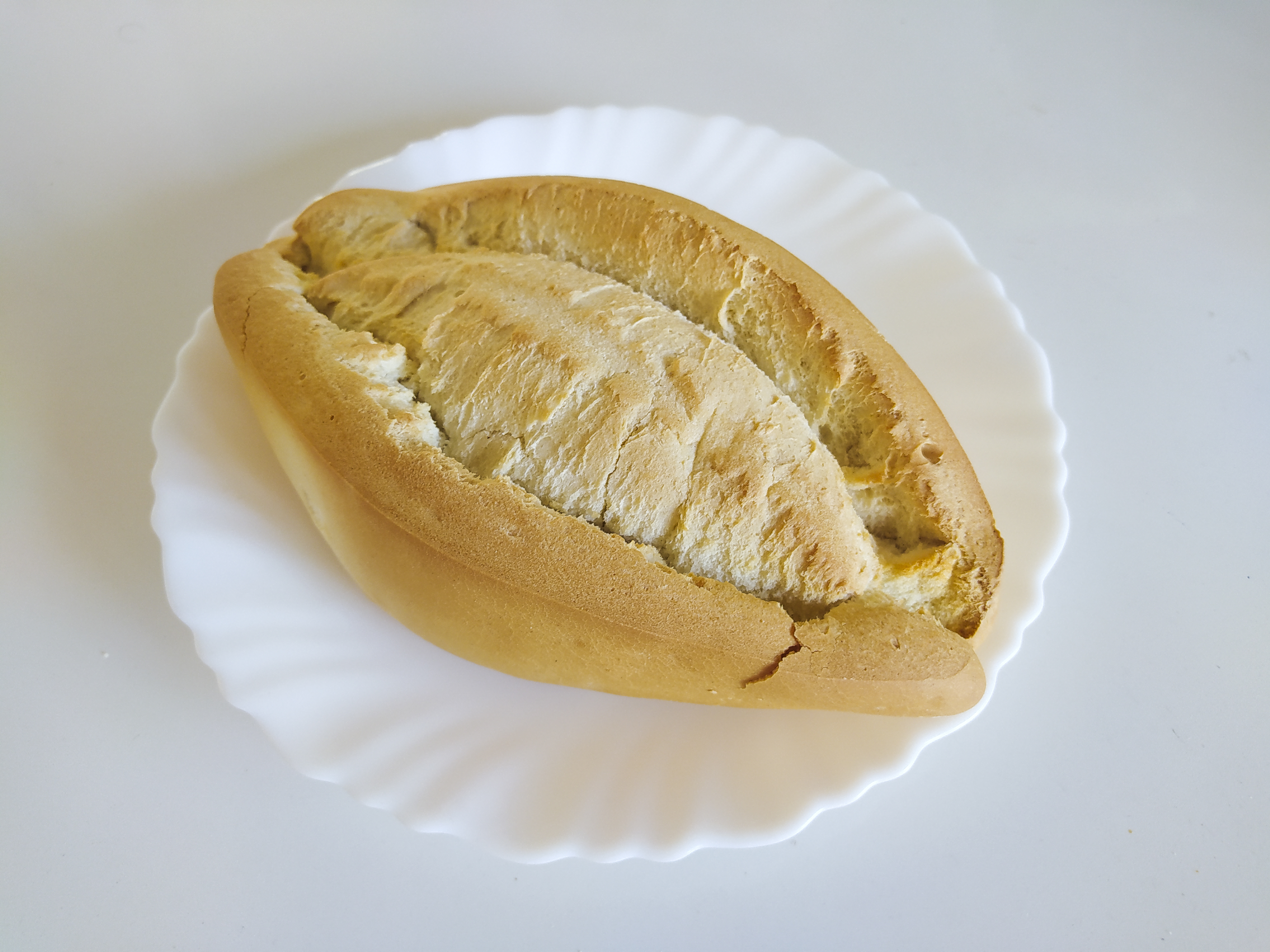
El bollo, pan icónico de Polvillo

En 2021, Polvillo las siguientes líneas de panes:
- «Panes de salud», básicamente panes que incluyen harinas de otros cereales (maíz, centeno, quinoa) o ingredientes extra (pan de aceituna, de pasas)
- «Panes ecológicos», elaborados en un 50% con espelta de agricultura ecológica.
- Barras andaluzas: barra larga, Victoria, Parisienne, Viena andaluza, etc.
- Tradicionales: barra serrana, campesina, rombo, artesanini
- Baguette y derivados: baguette, baguettina, chatita
- Molletes
- Panes con fibra, incluye salvado y malta tostada
- Panes integrales
- Panes rústicos, incluyen centeno
- Recetas tradicionales
- Especialidades andaluzas
- Bollos y chulos
- Candeales
- Hogazas
- Panes sin gluten